# Gran Premio de Sakhir
El Gran Premio de Sakhir fue una carrera de automovilismo válida para el Campeonato Mundial de Fórmula 1 que se disputó con monoplazas en el Circuito Internacional de Baréin, ubicado en la zona desértica de Sakhir, a aproximadamente 31 km de la capital Manama.
Formó parte del calendario de la temporada 2020 debido a que el calendario original fue afectado por el inicio de la Pandemia de COVID-19, dando lugar a la realización de nuevas carreras para poder completar la temporada. Fue confirmada en agosto de 2020, junto a los Grandes Premios de Turquía, Baréin y Abu Dabi. Al igual que el Gran Premio de Baréin, este se corrió en el Circuito Internacional de Baréin, con la diferencia de que en esta ocasión se utilizó la pista exterior del circuito.
Se le denomino Gran Premio de Sakhir debido al nombre de la localidad donde se localiza el circuito.

## Ganadores

### Fórmula 1
| Año  | Piloto       | Constructor               | Circuito | Resultados |
| ---- | ------------ | ------------------------- | -------- | ---------- |
| 2020 | Sergio Pérez | Racing Point-BWT Mercedes | Sakhir   | Resultados |